# 棘皮玉黍螺
棘皮玉黍螺（学名：Echininus cumingii f. luchuana），是中腹足目玉黍螺科棘黍螺属的一种。主要分布于台湾，常栖息在潮间带岩礁。